# Hugo von Kleist-Retzow
Karl Friedrich Jürgen Hugo von Kleist-Retzow (* 22. Dezember 1834 in Belgard; † 26. Dezember 1909 in Groß-Tychow) war ein deutscher Rittergutsbesitzer und Politiker.

## Leben
Hugo von Kleist-Retzow war der zweite Sohn des Karl Friedrich Ferdinand von Kleist-Retzow (1795–1872) und Enkel von Hans Jürgen von Kleist-Retzow (1771–1844). Seine Mutter Ulrike Marianne Fehlhaber war die zweite Frau seines Vaters.
Kleist-Retzow erhielt Privatunterricht und besuchte das Gymnasium in Duisburg. 1855 wurde er Secondeleutnant beim 9. Landwehr-Husaren-Regiment, wechselte 1856 zum 21. Landwehr-Regiment und später zum 5. Landwehr-Husaren-Regiment. Er übernahm 1859 Groß-Tychow von seinem Vater und erbte 1872 die Fideikommissherrschaft Möthlow. Im Deutsch-Französischen Krieg 1870/71 war er Rittmeister und Eskadronchef im 1. Reserve-Husaren-Regiment. 1880 nahm er als Major seinen Abschied vom Militär und wurde Ritter, später Rechtsritter des Johanniter-Ordens und 1872 Erbküchenmeister für das Herzogtum Hinterpommern. Er war verheiratet mit Caroline (Lina) von Ueckermann, mit der er zwei Söhne und von Töchter hatte. Drei der Mädchen starben im Kindesalter.
Von 1879 bis 1892 war er Mitglied des Preußischen Hauses der Abgeordneten für den Wahlkreis Köslin 5 (Neustettin - Belgard) und ab 1892 Mitglied des Preußischen Herrenhauses auf Präsentation des Verbandes des Pommerschen Geschlechts von Kleist.  Außerdem war er Mitglied des Provinziallandtages von Pommern. Von 1893 bis 1898 war er Mitglied des Deutschen Reichstags für den Wahlkreis Regierungsbezirk Köslin 4 Belgard, Schivelbein, Dramburg und die Deutschkonservative Partei.